# Крайня хата
«Крайня Хата» — вокальне жіноче тріо, засноване 1990 року у Львові.

## Учасниці гурту
- Любов Фітьо
- Ольга Літник
- Іванна Ткачик

## Історія
Відоме і популярне в Україні та за її межами вокальне тріо «Крайня хата» започаткувало свою творчо-пісенну діяльність у 1990 році.
В одному із Львівських палаців культури зустрілися троє дівчат з музичною освітою, барвисто-дзвінкими голосами і з великим творчим натхненням. Це були Любов Фітьо, Алла Пилипенко та Іванка Ткачик. Для свого тріо вони обрали неординарну назву — «Крайня Хата». Образ крайньої сільської хати увійшов в українську народну творчість як місце, в якому збирались на вечорниці дівчата та хлопці, співали веселі та сумні пісні.
За 20 років свого існування, тріо «Крайня Хата» стала учасником багатьох престижних всеукраїнських та міжнародних фестивалів, благодійних акцій та концертів, телемарафонів та хіт-парадів.
За цей же час тріо перейшовши через певні зміни свого складу і репертуару, перебуває сьогодні у стані нового творчого піднесення. Зараз у ньому чудові й талановиті виконавиці: Любов Фітьо, Марія Стоколяс та Ольга Літник. Вони вдало поєднують народну пісню з естрадною, живий звук і сучасне виконання.
Тріо «Крайня Хата» здобуло велику популярність серед широкого кола шанувальників їхньої творчості, досконалої техніки і виконавської майстерності. В репертуарі тріо найвагоміше місце посідають українські народні пісні, без яких не уявляє себе жоден український співак. Також тріо «Крайня Хата» виконує естрадні та авторські пісні на вірші відомих українських поетів. «Крайня Хата» тісно співпрацює з багатьма відомими і талановитими композиторами, аранжувальниками. У творчому активі гурту налічується чотири компакт-диски. Також у 2005 році Львівське державне телебачення зняло про цей гурт музичний фільм «Лише один день», до якого увійшли найкращі пісні та уривки з повсякденного життя учасниць гурту.
18 травня 2013 року керівникові та солістці тріо «Крайня хата» Любові Володимирівні Фітьо присвоєне почесне звання «Заслужений артист України».

## Дискографія
| Рік випуску | «Назва альбому»     |
| ----------- | ------------------- |
| 2002        | «Музика для душі»   |
| 2005        | «Їду за Дунай»      |
| 2007        | «Різдвяний»         |
| 2011        | «Троянди на пероні» |